# Myawaddy
Myawaddy (pwo oriental: ဍုံမေဝ်ပ္တီ; birmano: မြဝတီ; siamés: เมียวดี Mia-wadi; karen sgaw: မၠၣ်ဝတံၣ်) es una localidad del Estado de Kayin, en Birmania. Dentro de la región, Myawaddy es la capital del distrito-municipio homónimo.
En 2014 tenía una población de 113 155 habitantes, en torno a la mitad de la población municipal.
Se ubica unos 100 km al este de la capital regional Hpa-An sobre la carretera 85, en la frontera con Tailandia marcada por el río Moei. Al otro lado del río se ubica la localidad tailandesa de Mae Sot.
La economía local se basa en el comercio con la vecina Tailandia, siendo el segundo puesto fronterizo comercial más importante del país. Desde 2016 se permite a los viajeros que atraviesen el puesto moverse libremente hasta siete días por el área transfronteriza, lo que ha favorecido también el turismo.